# Konrad Körding
Konrad Körding (* 6. August 1973 in Darmstadt) ist ein deutscher Physiker und Neurowissenschaftler, der sich hauptsächlich mit Computational Neuroscience beschäftigt. Er arbeitet als Professor an der University of Pennsylvania und ist Mitbegründer der gemeinnützigen Organisation „Neuromatch“, welche sich mit der Förderung der Chancengleichheit in den Wissenschaften und der Entwicklung einer Politik der offenen Wissenschaft in Form von neurowissenschaftlichen Sommerschulen und Workshops beschäftigt. Neuromatch gehört in den USA zu den erfolgreichsten „Open-Science-“ und „Remote-Learning“-Projekten.

## Leben
Konrad Körding hatte von 1997 bis 2001 an der ETH Zürich studiert und sein Diplom in Physik und Computational Neuroscience erworben. Von 2001 bis 2002 war er wissenschaftlicher Mitarbeiter am Collegium Helveticum im Interdisziplinären Kolloquium.
Von 2002 bis 2004 arbeitete er dann als wissenschaftlicher Mitarbeiter an der University College London in einer Arbeitsgruppe zur „Computational Motor Control“, worauf er von 2004 bis 2006 am Heisenberg-Programm teilnahm und eine Stelle für Computational Neuroscience und Bayesschen Statistik MIT annahm.
Danach arbeitete er von 2006 bis 2016 an der Northwestern University und am Rehabilitation Institute of Chicago, wo er eine Professur für Physikalische und Rehabilitative Medizin und zeitweise für Physiologie und Angewandte Mathematik erhielt.
2017 folgte er einem Ruf an die University of Pennsylvania, an der er bis heute eine Professur im Department of Neuroscience und im Department of Bioengineering innehat.

## Forschungsschwerpunkte
Sein Forschungsschwerpunkt liegt hauptsächlich auf der Verbindung von experimentellen Methoden mit der Anwendung von mathematischen Berechnungsprinzipien. Als ein wichtiges Prinzip seiner Arbeit steht die Entscheidungstheorie und hier insbesondere die Anwendung der Bayesschen Statistik im Vordergrund. Seine experimentellen Arbeiten befassen sich hauptsächlich mit motorischem Lernen und motorischer Kontrolle, wobei er diese Phänomene mit Bayesschen Netzen in Verbindung bringt.
In jüngster Zeit hat er sich auf Methoden zur Analyse neuronaler Daten und Methoden zur Gewinnung großer neuronaler Datensätze wie z. B. in der Brain Activity Map Project konzentriert. Zu einem ähnlichen Zweck hat er eine kooperative, interdisziplinäre Forschungsgruppe „Kording Lab“ aus Datenwissenschaftlern mit Interesse an Gehirnen und allgemeiner an biomedizinischer Forschung ins Leben gerufen, die sich mit den Themen Deep Learning und seine Anwendungen, der Analyse neuronaler Daten, ihrer Kausalität und ihre Verbindungen zum Maschinellen Lernen beschäftigt.
Die Ergebnisse seiner wissenschaftlichen Forschung beinhalten häufig auch mögliche Verbesserungsvorschläge für neurowissenschaftliche Methoden und Heuristiken, die leistungsfähigere Tools des Maschinellen Lernens, wie z. B. die mathematische Methode des Gradientenverfahrens oder die Backpropagation beinhalten.
In seinen neuesten Studien verwendet er z. B. das Prinzip des Gradientenverfahrens, um die Neuronale Plastizität des Gehirns bei Lernvorgängen besser beschreiben zu können. Zu diesem Zwecke bedient er sich u. a. auch der Methodik der Hebbschen Lernregel, um diese Vorgänge besser analysieren zu können. Das Prinzip der Bayesschen Netze wird hierbei durch eine „unterschiedliche Gewichtung“ oder dem Multiplexverfahren erweitert, um ein besseres Modell zu den kognitiven Prozessen im Gehirn zu erhalten.

## Veröffentlichungen (Auswahl)

### Als Erstautor
- Konrad Körding. (2007). Decision Theory: What „Should“ the Nervous System Do?. Science. doi:10.1126/science.114299
- mit Joshua B Tenenbaum, Reza Shadmehr. (2007). The dynamics of memory as a consequence of optimal adaptation to a changing body. nature neuroscience. doi:10.1038/nn1901
- mit Ulrik Beierholm, Wei Ji Ma, Steven Quartz, Joshua B Tenenbaum, Ladan Shams (2007). Causal Inference in Multisensory Perception. PloS one. doi:10.1371/journal.pone.0000943
- mit Daniel M. Wolpert (2006). Bayesian decision theory in sensorimotor control. Trends in Cognitive Sciences. doi:10.1016/j.tics.2006.05.003
- mit Daniel M Wolpert (2004). Bayesian integration in sensorimotor learning. Nature 427.6971 (2004): 244-247. doi:10.1038/nature02169

### Andere
- mit Adrien Doerig, Rowan P Sommers, Katja Seeliger, Blake Richards, Jenann Ismael, Grace W Lindsay, Talia Konkle, Marcel AJ Van Gerven, Nikolaus Kriegeskorte, Tim C Kietzmann. (2023). The neuroconnectionist research programme. Nature Reviews Neuroscience. doi:10.1038/s41583-023-00705-w
- mit Blake Aaron Richards. (2023). The study of plasticity has always been about gradients. The Journal of Physiology. doi:10.1113/JP282747
- mit Blake A Richards, Timothy P Lillicrap, Philippe Beaudoin, Yoshua Bengio, Rafal Bogacz, Amelia Christensen, Claudia Clopath, Rui Ponte Costa, Archy de Berker, Surya Ganguli, Colleen J Gillon, Danijar Hafner, Adam Kepecs, Nikolaus Kriegeskorte, Peter Latham, Grace W Lindsay, Kenneth D Miller, Richard Naud, Christopher C Pack, Panayiota Poirazi, Pieter Roelfsema, João Sacramento, Andrew Saxe, Benjamin Scellier, Anna C Schapiro, Walter Senn, Greg Wayne, Daniel Yamins, Friedemann Zenke, Joel Zylberberg, Denis Therien. (2019). A deep learning framework for neuroscience. Nature neuroscience. doi:10.1038/s41593-019-0520-2
- mit David Rolnick, Priya L Donti, Lynn H Kaack, Kelly Kochanski, Alexandre Lacoste, Kris Sankaran, Andrew Slavin Ross, Nikola Milojevic-Dupont, Natasha Jaques, Anna Waldman-Brown, Alexandra Sasha Luccioni, Tegan Maharaj, Evan D Sherwin, S Karthik Mukkavilli, Carla P Gomes, Andrew Y Ng, Demis Hassabis, John C Platt, Felix Creutzig, Jennifer Chayes, Yoshua Bengio. (2022). Tackling Climate Change with Machine Learning. ACM Journals. doi:10.1145/3485128
- mit Eric Jonas. (2017). Could a neuroscientist understand a microprocessor?. PLoS computational biology. doi:10.1371/journal.pcbi.1005268
- mit Adam H Marblestone, Greg Wayne. (2016). Toward an Integration of Deep Learning and Neuroscience. Frontiers in Computational Neuroscience. doi:10.3389/fncom.2016.00094
- mit Sohrab Saeb, Mi Zhang, Christopher J Karr, Stephen M Schueller, Marya E Corden, David C Mohr. (2015). Mobile phone sensor correlates of depressive symptom severity in daily-life behavior: an exploratory study. Journal of medical Internet research. doi:10.2196/jmir.4273
- mit Konstantina Kilteni, Antonella Maselli, Mel Slater. (2015). Over my fake body: body ownership illusions for studying the multisensory basis of own-body perception. Frontiers in Human Neuroscience. doi:10.3389/fnhum.2015.00141
- mit Adam H Marblestone, Bradley M Zamft, Yael G Maguire, Mikhail G Shapiro, Thaddeus R Cybulski, Joshua I Glaser, Dario Amodei, P Benjamin Stranges, Reza Kalhor, David A Dalrymple, Dongjin Seo, Elad Alon, Michel M Maharbiz, Jose M Carmena, Jan M Rabaey, Edward S Boyden, George M Church. (2013). Physical principles for scalable neural recording. Frontiers in computational neuroscience. doi:10.3389/fncom.2013.00137
- mit Iris Vilares. (2013). Bayesian models: the structure of the world, uncertainty, behavior, and the brain. Annals of the New York Academy of Sciences. doi:10.1111/j.1749-6632.2011.05965.x
- mit Joshua I Glaser, Ari S Benjamin, Raeed H Chowdhury, Matthew G Perich, Lee E Miller. (2013). Machine learning for neural decoding. Eneuro. doi:10.1523/ENEURO.0506-19.2020
- mit Max Berniker, Martin Voss. (2013). Learning priors for Bayesian computations in the nervous system. PloS one. doi:10.1371/journal.pone.0012686
- mit Daniel E Acuna, Stefano Allesina. (2012). Predicting scientific success. Nature. doi:10.1038/489201a
- mit Ian H Stevenson. (2011). How advances in neural recording affect data analysis. nature neuroscience. doi:10.1038/nn.2731
- mit Kunlin Wei. (2009). Relevance of Error: What Drives Motor Adaptation?. Journal of Neurophysiology. doi:10.1152/jn.90545.2008
- mit James N Ingram, Ian S Howard, Daniel M Wolpert. (2008). The statistics of natural hand movements. Experimental brain research. doi:10.1007/s00221-008-1355-3